# Marcelinho Carioca
Marcelo Pereira Surcin, mais conhecido como Marcelinho Carioca (Rio de Janeiro, 31 de dezembro de 1971), é um ex-futebolista e político brasileiro que atuava como meio-campista.
Marcelinho ficou conhecido por suas habilidades em cobranças de falta, sendo considerado um dos melhores batedores de falta da história do futebol e o futebolista que mais marcou gols assim, tendo feito 86 gols de falta ao longo da carreira, rendendo-lhe o apelido de "Pé-de-Anjo".
Considerado parte da história do Corinthians, Marcelinho marcou 206 gols em 433 partidas, incluindo 57 gols de falta, se tornando o quinto maior artilheiro da história do clube. É o jogador com mais assistências a gol da história do clube alvinegro, com o total de 180 passes a gol, chegando assim a 386 participações diretas em gols nos 433 jogos disputados, chegado a média de 0,9 por jogo. Ao lado de Cássio Ramos, Marcelinho é também o jogador que mais ganhou troféus com a camisa do Corinthians, incluindo os Campeonatos Brasileiros de 1998 e 1999, a Copa do Brasil de Futebol de 1995 e a primeira edição do Mundial de Clubes da FIFA, em 2000. Marcelinho é o 15° jogador do Corinthians com mais partidas disputadas, com 433 jogos.
Como político, candidatou-se seis vezes ao legislativo, nunca tendo sido eleito, tendo ocupado uma vaga na Câmara dos Deputados por um breve período em 2015.
Atualmente é secretário de esportes de Itaquaquecetuba.

## Carreira

### Flamengo
Advindo de família pobre, o jogador, que era filho de um gari com uma empregada doméstica, foi descoberto aos 14 anos de idade no Madureira e trazido ao Flamengo em virtude das suas boas atuações nos campeonatos juvenis pelo tricolor suburbano carioca. No rubro-negro carioca, ascendeu ao clube profissional em pouquíssimo tempo.
Aos dezesseis anos, promovido por Telê Santana, Marcelinho se viu obrigado à substituir ninguém menos que Zico num Fla-Flu, ocasião em que o Galinho se contundira. Daí se sucedeu uma sequência de atuações bem sucedidas que puseram o atleta na posição de um dos ídolos formados na Gávea.
Apesar de ter conquistado títulos expressivos como a Copa do Brasil de 1990 e o Campeonato Brasileiro de 1992, Marcelinho ficou marcado por um pênalti perdido na final da Supercopa dos Campeões da Libertadores em 1993, contra o São Paulo.
Ainda no ano de 1993, a diretoria do Flamengo negociou o jogador, contra sua vontade, com o Corinthians. "Tenho todo o respeito com o torcedor flamenguista, foram vocês que me ascenderam para o futebol brasileiro. Quando foram me vender, eu não queria. Eu saí extremamente chateado e triste, porque me tiraram para pagar o salário dos medalhões.", respondeu a um torcedor durante entrevista. O que ele não sabia, é que no Corinthians viveria a melhor fase de sua carreira.

### Corinthians
Marcelinho chegou ao Corinthians no dia 22 de dezembro de 1993 e assumiu que não gostara de se transferir ao futebol paulista. Segundo o próprio ex-jogador: "Eu lembro que eu não queria sair do Flamengo. Não queria. Falar que eu queria vir pra São Paulo, pro Corinthians, eu vou tá mentindo. Não queria. Não conhecia São Paulo. Eu queria jogar no Maracanã, no Flamengo". Logo que chegou ao Parque São Jorge, todavia, Marcelinho Carioca (como passou a ser chamado para evitar confusão com outro Marcelinho que já integrava o elenco) mostrou a que veio. No dia de sua apresentação o meia de 21 anos previu: "Quero marcar minha passagem aqui. Vim para o Corinthians para ser campeão!". A identificação com a torcida foi imediata e uma carreira vitoriosa estava começando.
Marcelinho tem em sua conta dez títulos em oito anos pelo clube: O Mundial de Clubes da FIFA em 2000, dois títulos do Campeonato Brasileiro de Futebol, uma Copa do Brasil, quatro Campeonatos Paulistas, a Copa Bandeirantes de 1994 e o Troféu Ramón de Carranza de 1996.
Por sua extrema habilidade e competência em bolas paradas e pelo seu pequeno pé (calçava chuteiras número 36), Marcelinho foi apelidado de Pé de Anjo por torcedores e jornalistas. Tanto pela identificação que tinha pelo clube, quanto pela qualidade técnica que conduziu o time em um de seus períodos mais gloriosos. Marcelinho Carioca figura como um dos maiores ídolos da história do Corinthians, é o quinto maior artilheiro da história alvinegra com 206 gols em 433 jogos.

### Valencia
Após diversos títulos, foi vendido, em 1997, para o Valencia, da Espanha, por 17 milhões de dólares. O clube já contava com outro grande jogador brasileiro: o centroavante Romário.

### Retorno ao Brasil
Como não se adaptou ao Valencia e amargou a reserva sob o comando do treinador italiano Claudio Ranieri, Marcelinho só quis uma coisa: voltar ao Brasil. Ao saber da vontade do jogador, Eduardo José Farah, presidente da Federação Paulista de Futebol na época, comprou o passe do jogador junto ao clube espanhol. Depois, Farah criou o "Disque Marcelinho", para o qual, ao custo de três reais por telefonema, os torcedores dos quatro maiores clubes do estado, São Paulo, Palmeiras, Santos e Corinthians, deveriam ligar e escolher o futuro do jogador.
Após onze dias da promoção, a torcida corintiana conseguiu trazer Marcelinho de volta ao clube. Foram 62,5% das ligações para o Corinthians, 20,3% para o São Paulo, 9,5% para o Santos e 7,7% para o Palmeiras. Assim, ele voltou ao Timão.
De 1997 a 2000, Marcelinho foi o ídolo maior de um time recheado de estrelas, responsável pela mais vitoriosa temporada do Corinthians. Conquistou 2 Campeonatos Brasileiros, 2 Campeonatos Paulistas e o primeiro Mundial de Clubes da FIFA em 2000. Curiosamente, na final Do Mundial de Clubes, a exemplo da decisão por pênaltis da Supercopa de 1993 pelo Flamengo e a semifinal da Copa Libertadores de 2000, também perdeu a cobrança decisiva, mas como Edmundo perdeu a cobrança seguinte pelo Vasco, ainda assim o Corinthians sagrou-se campeão.[carece de fontes?]

### Santos
Após uma briga em 2001 com Vanderlei Luxemburgo e Ricardinho, deixou o clube para defender o Santos. Sua estreia foi em jogo diante do Flamengo, no Serejão, no Distrito Federal. O primeiro gol viria diante do Guarani, no Brinco de Ouro, de pênalti, em partida que terminou com empate de 1 a 1. Pelo Alvinegro Praiano, onde ficou somente três meses, Marcelinho jogou 15 vezes e marcou 5 gols.

### Vasco da Gama
Em 2003, foi trazido por Eurico Miranda ao Vasco da Gama para formar ao lado de Marques e Valdir Bigode a linha de frente do clube vascaíno, e deu certo, com o título estadual naquele ano, tornando-se o principal jogador do Vasco.
Voltou em 2004, após passagem pelo Al-Nassr, da Arábia Saudita, mas sofreu com as seguidas lesões, impedindo de demonstrar seu melhor futebol.

### Ajaccio
Em 2004, foi para o Ajaccio, da França, onde teve uma breve passagem. O meia disputou apenas dez jogos e marcou dois gols.

### Retorno ao Corinthians
Retornando ao Timão em fevereiro de 2006, depois de rescindir seu contrato com o Brasiliense.
Sua terceira passagem pelo Corinthians foi rápida e turbulenta. Marcelinho jogou pouquíssimas partidas. A principal delas contra o Internacional, vindo novamente a atuar como titular. O jogo acabou com vitória por 1 a 0 para o Internacional, gol de Tinga. Marcelinho teve o contrato rescindido pelo clube a pedido do então técnico Emerson Leão.

### Santo André
No início de junho de 2007, Marcelinho declarou ter recebido uma proposta para voltar a jogar pelo Timão. O ídolo da fiel torcida corintiana anunciou seu retorno ao futebol no dia 12 de junho, em comunicado oficial, e que esperava acertar com algum clube em breve, pois acreditava que sua história no futebol ainda não havia se encerrado. O jogador disse no programa Jogo Aberto, ainda como comentarista, que teria recebido um convite do então técnico do timão, Paulo César Carpegiani, para voltar aos braços da fiel torcida corintiana. Porém, o técnico negou, mas, uma semana depois, cogitou-se em observar o meia na equipe B.
Porém, o retorno de Marcelinho no Timão não ocorreu, pois no dia 14 de junho, o Santo André, equipe que disputava a Série B, oficializou a contratação do jogador, que havia declarado, ainda como comentarista no programa Jogo Aberto, que tinha recebido uma proposta do clube do ABC paulista. Após ingressar no Santo André, Marcelinho foi peça fundamental no time que conseguiu a promoção ao Campeonato Brasileiro da Série A, levando a equipe a disputar a primeira divisão do Brasileirão pela primeira vez em 24 anos.

### Jogo do adeus
Marcelinho planejava realizar alguns amistosos no Corinthians em 2010 antes de se aposentar, sendo mais um ativo em publicidades do clube rotulado como "Senhor Centenário" e encerrando a carreira como Embaixador do Centenário sendo relacionado a vários eventos dos 100 anos do clube. O primeiro amistoso foi contra o Huracán da Argentina, no dia 13 de janeiro, no Pacaembu. Com público estimado em 20 mil pagantes, o Corinthians entrou com um time desfalcado, sem seus principais contratados e estrelas, mesmo assim o Corinthians jogou ofensivo o jogo todo. Marcelinho que usou a camisa 100, teve ótima atuação nos 45 minutos que participou. Não fez gol, mas comandou o meio-de-campo, teve boa movimentação e usou e abusou de passes precisos. Marcelinho foi substituído logo no intervalo e saiu ovacionado pela torcida presente que cantou em coro seu nome. O Corinthians venceu por 3 a 0 o Huracán, com gols de Souza, aos 34, e Morais, aos 39min do primeiro tempo e Dentinho, aos 29min do segundo tempo.
No mesmo dia por volta das 20 horas, recebeu a notícia do diretor de futebol do Corinthians, Mário Gobbi Filho, de dispensá-lo oficialmente de qualquer outra participação junto ao clube, trabalhando apenas na parte de publicidade do clube. - Foi uma festa muito justa para ele por tudo que fez pelo clube – acrescentou.

## Televisão
Após encerrar sua carreira, Marcelinho cursou Jornalismo nas Faculdades Integradas Rio Branco. Formou-se e foi contratado como comentarista pela Rede Bandeirantes, participando do programa Jogo Aberto e de transmissões ao vivo de futebol.
Craque repórter, como era chamado por Renata Fan, Marcelinho fazia reportagens especiais com jogadores, usando seu conhecimento no mundo do futebol, e durante suas reportagens criou o bordão "vem aqui", usando-o para chamar a câmera.
Em 2021, participou da primeira temporada do talent show The Masked Singer, de celebridades que cantam sob disfarce, interpretando a personagem "Coqueiro" e foi o 3.° eliminado da competição.

## Beach Soccer
Em 2012 disputou o Mundialito de Clubes de Futebol de Areia pela equipe do Corinthians.

## Música
Em 1999, Marcelinho foi um dos integrantes do grupo de pagode gospel Divina Inspiração, que também contava com seu companheiro de time Amaral. Além de vocalista do grupo, Marcelinho também tocava o repique de mão.

## Política
Então filiado ao Partido Socialista Brasileiro (PSB), Marcelinho candidatou-se ao cargo de deputado federal nas eleições de 2010, onde obteve a suplência. Em 2012 concorreu ao cargo de vereador da capital paulista.
Em 2 de outubro de 2013 deixou o PSB e filiou-se ao Partido dos Trabalhadores com o intuito de ser candidato a deputado estadual nas eleições de 2014. No evento de filiação ao novo partido, Marcelinho disse que "jogava no Madureira (time carioca então na série C do Campeonato Brasileiro) e agora vou para um time grande". Obteve 43.694 votos e não se elegeu.
Assumiu uma cadeira de deputado federal em 2015, mas no fim da legislatura correspondente à eleição de 2010. Marcelinho ocupou a vaga deixada por Márcio França, eleito vice-governador de São Paulo, e ficou no cargo por menos de um mês, até o início da legislatura seguinte.
Em 2016 Carioca filiou-se ao Partido Republicano Brasileiro para disputar como candidato a vereador na eleições de 2016, mas obteve 12.602 votos e assim como em outras eleições não foi eleito.
Em 2021 foi nomeado pelo prefeito de Itaquaquecetuba Eduardo Boigues como secretário municipal de esporte e lazer.

## Vida pessoal

### Sequestro de Marcelinho Carioca e amiga dele
Na madrugada do dia 17 de dezembro de 2023, Marcelinho foi vítima de sequestro e dado como desaparecido, mas foi encontrado e resgatado pela polícia na tarde do dia seguinte em Itaquaquecetuba, após ser solto pelos sequestradores. Enquanto esteve refém, o jogador foi obrigado a gravar um vídeo no qual afirmava ter saído com uma mulher casada (a qual na realidade era conhecida sua de quando era Secretário de Esporte e Lazer da cidade) e a depositar R$ 60 mil de resgate para os sequestradores. Cinco pessoas foram presas, suspeitas de envolvimento no crime.
Em 9 de agosto de 2024, a Polícia Civil prendeu um casal procurado por suspeita de participar do sequestro de Marcelinho Carioca e da amiga dele, em 2023, em Itaquaquecetuba, Grande São Paulo. O casal foi preso em Santa Isabel, na região metropolitana, pela Divisão Antissequestro (DAS).
Em 16 de agosto, a Polícia Civil de São Paulo prendeu em Guarulhos, Grande São Paulo, o oitavo e último acusado procurado pela Justiça por participar do sequestro do ex-jogador e da amiga dele.
Em 24 de setembro, a Justiça de São Paulo condenou seis réus, compostos por três homens e três mulheres, acusados de participar do sequestro de Marcelinho Carioca e da amiga dele. Três homens e três mulheres foram condenados a penas de 28 anos e 16 anos de prisão por associação criminosa, roubo, ameaça, estelionato e extorsão. Eles foram considerados culpados por crimes contra Marcelinho Carioca e Taís Oliveira.

## Títulos
Flamengo
- Campeonato Brasileiro: 1992
- Copa do Brasil: 1990
- Campeonato Carioca: 1991
- Copa Rio: 1991
- Taça Rio: 1991
- Campeonato da Capital: 1991, 1993
- Taça Brahma dos Campeões: 1992
- Taça Libertad: 1993

Corinthians
- Troféu Ramón de Carranza: 1996
- Copa do Mundo de Clubes da FIFA: 2000
- Campeonato Brasileiro: 1998, 1999
- Copa do Brasil: 1995
- Campeonato Paulista: 1995,[40] 1997, 1999, 2001
- Copa Bandeirantes: 1994

Valencia
- Copa Intertoto da UEFA: 1998

Vasco da Gama
- Campeonato Carioca: 2003
- Taça Guanabara: 2003
- Taça Rio: 2003 e 2004

Brasiliense
- Campeonato Brasiliense: 2005

Santo André
- Campeonato Paulista - Série A2: 2008

### Prêmios individuais
Corinthians
- Jogador com mais assistências na história do Corinthians - 185 assistências
- Bola de Ouro Melhor jogador do Campeonato Brasileiro: 1999
- Bola de Prata - Melhor meia do Campeonato Brasileiro: 1994 e 1999
- Melhor meia do Campeonato Paulista - Júri Folha - 1995, 1996, 1999 e 2001
- Melhor jogador do Campeonato Paulista - Júri Folha - 1995 e 2001
- Melhor jogador da Copa do Brasil - 1995
- Artilheiro da Copa Bandeirantes - 1994 - 5 gols
- Jogador com mais assistências do Campeonato Paulista: 1994 - 18 assistências
- Jogador com mais assistências do Campeonato Paulista: 1995 - 13 assistências
- Jogador com mais assistências da Copa do Brasil: 1995 - 6 assistências
- Artilheiro do Troféu Ramon de Carranza - 1996
- Jogador com mais assistências do Campeonato Brasileiro: 1998 - 12 assistências
- Melhor meia da América do Sul (El País): 1998
- Jogador com mais assistências do Campeonato Brasileiro: 1999 - 13 assistências
- Jogador com mais assistências da Copa Libertadores: 1999 - 9 assistências
- Jogador com mais assistências da Copa Libertadores: 2000 - 6 assistências
- Maior artilheiro do Corinthians em Campeonatos Brasileiros - 52 gols

Vasco da Gama
- Bola de Prata - Melhor meia do Campeonato Brasileiro: 2003[41]
- Melhor jogador do Campeonato Carioca: 2003
- Melhor Jogador do Vasco no ano de 2003